# Tutela inibitoria
Per tutela inibitoria, nella dottrina giuridica italiana, si intende l'effetto di difesa o il ripristino, di un diritto o di una situazione di fatto, conseguenti ad un'azione giudiziale di tipo inibitorio diretta specificatamente alla suddetta difesa o ripristino; specialmente nell'ambito del diritto privato. 

## Principi generali
In tema di rapporti civili secondo l'ordinamento italiano sono previste diverse fattispecie in cui è ammissibile un'azione giudiziaria inibitoria (artt. 7, 8, 9, 10, 844, 949, 1079, 1170, 1469, 2599, 2813 del codice civile,  artt. 96, 97, 156 della legge 22 aprile 1941, n. 633 sul diritto d'autore, artt. 13 e 14 della cosiddetta Legge marchi), in cui il giudice ordini alla controparte di non reiterare il comportamento ritenuto dal giudice illecito. Controparte perché secondo un principio cardine dell'ordinamento italiano le azioni giudiziarie, nell'ambito dei rapporti civili, devono essere sempre avanzate dalla cosiddetta parte lesa, non essendo ammesso in generale un procedimento d'ufficio.
La tutela inibitoria è per definizione tesa ad impedire preventivamente gli effetti dannosi o successivamente il loro ripetersi di un comportamento illecito, ovverosia non ammesso dall'ordinamento. Come regola generale l'azione di richiesta della tutela inibitoria è subordinata all'avvenuto effettivo danno, che deve essere dimostrato dalla parte attrice, ovverosia dell'accadimento di un illecito contrario a una norma o che danneggi una situazione sostanziale. In questo caso l'azione inibitoria ha due funzioni, la prima di fermare il comportamento illecito, per ripristinare il diritto violato o ricostituire la situazione sostanziale esistente prima dell'illecito, la seconda, di inibizione vera e propria, da cui la definizione di tutela inibitoria, di imporre al soggetto che ha compiuto l'illecito un obbligo successivo ovverosia quello di astenersi per il futuro dallo stesso comportamento. 